# 藍黑白金裙
The dress，又被稱為藍黑白金裙，是一张于2015年2月26日成为网络爆红事物的照片。該圖片是一件普通的洋裝，主要的爭議點在於該件裙子的顏色究竟是「白色與金色」或是「黑色與藍色」。這種現象揭示了人類色覺的差異，並已成為神經科學和視覺科學正在進行的科研主題，許多論文已在同行評議的科學雜誌上發表。
这张照片起源于一张在社交网络服务Tumblr流传的连衣裙褪色照片。在它开始变得知名的第一周中，有超过1千万个使用了如#thedress、#whiteandgold和#blackandblue的主題標籤，以提及该连衣裙。即使后来连衣裙的实际颜色已确认为黑色與藍色，该图片仍然激起了广泛讨论，网友们针对他们对颜色的看法和原因进行讨论。科学界成员开始調查照片以了解人類彩色视觉的新見解。
连衣裙本身为时装零售商Roman Originals的产品，此事件導致连衣裙的銷售大幅增加。设计师之后也为慈善运动设计了白色與金色的连衣裙。

## 起源
葛蕾丝（Grace）和基爾·約翰斯頓（Keir Johnston）在蘇格蘭科倫賽島进行婚礼的一个星期前，新娘的母亲，塞西莉亞·宝仕德（Cecilia Bleasdale）拍了一张她计划穿去婚礼的连衣裙并发送给女儿。新娘对照片中连衣裙的颜色看法不同，于是将照片发布在Facebook，她的朋友对颜色也持有不同看法，一些认为是带着金色蕾丝的白色连衣裙，而其他则认为是带着黑色蕾丝的蓝色连衣裙。一个星期内，此辩论在科倫賽島开始知名起来。
婚礼当天，新娘和新郎的朋友塞特林·麥克尼爾（Ceitlin McNeill）在科倫賽島的婚礼中与她的乐队进行表演。即使亲眼看见该裙子“明显是蓝色和黑色”后，音乐家们仍然对照片展開討論；她们表示因沉陷于讨论连衣裙的事情而差点没能上台表演。几天后的2月26日，麥克尼爾将照片重新发布在Tumblr，并向关注她的人问了同样的问题，导致更广大的公众开始讨论此图片。

## 反应

### 最初的流传过程
在Buzzfeed的紐約辦事處運行其Tumblr頁面的凱茨·霍爾德內斯（Cates Holderness）留意到麥克尼爾请求网友帮助解决连衣裙颜色争辩的信息。当时她忽视了该信息，但当她在工作日即将结束时再次查看页面后，发现该信息当时已获得了5000热度，她表示这对Tumblr来说“是非常爆红的」，Tumblr的數據總監，湯姆·克莱斯（Tom Christ）表示该页面最高获得了每秒1.4万次查看数（或是每分钟84万次查看数），远超过了网站内容的普通速率。当天晚上，热度总数已增加了十倍。

霍爾德內斯将照片展示给网站的社会媒体队伍中的其他成员，他们马上开始互相争论连衣裙的颜色。她给网友创建了一个简单的投票后便离开工作地点并搭地铁回到她在布鲁克林区的家。当她下地铁并查看手机时，手机已遭不同网站的信息覆没。“我一直都开不了Twitter，因为它一直不断停止运作。我以为可能有谁过世了。我并不知道当时到底发生了什么事。”当天下午，网站在BuzzFeed创出了並發訪問者数量的新纪录，达到了67.3万访问者的最高峰。
爆红照片开始成為跨社交媒體的全球網路迷因。Twitter用户们创建了thedress、#whiteandgold、#blueandblack、 #dressgate等主題標籤以讨论连衣裙的颜色并讲解他们对此的推理和看法。关于连衣裙的推文数量于夜间增加；美国东部时间晚上6:36时，关于连衣裙的推文首次增加，每分钟有五千个推文使用了主題標籤#TheDress。到晚上8:31时增至每分钟1.1万个推文。照片也引起了關於整個事件的討論；《华盛顿邮报》形容此争论为一场“分裂星球的戏剧”。一些文章则幽默地建议这起事件应對視覺和現實的本質提出“存在主義危機”，不然这起争论会伤害人际关系。其他文章也调查人们针对这类小事造出如此巨大的争议的原因。

### 一夜爆红
当天下午，维斯理学院的神经科学家貝維爾·康維向《连线》的记者亞當·羅傑斯（Adam Rogers）发表了一些关于此现象的评论。在他们挂断电话前，罗杰斯警告他“你的明天再也不会是一样的”。康维以为记者是在夸大其词，就说“我不明白即將發生的事情的全部程度。 差遠了”。罗杰斯的故事最终获得了3280萬次访问。同时，隔天早上康威起床后，他的收件箱受到了大量关于连衣裙的邮件，让他起初误以为邮件已被入侵，直到他发现大量邮件为来自重大媒體組織的采访请求。康维表示“当天我接受了10场采访，还必须让我的同事代我上课”。
拥有更多Twitter粉丝的知名人物一夜之间也开始积极参与。泰勒·斯威夫特在Twitter发布贴文表示她认为连衣裙为蓝色与黑色时整件事让她感到“混乱和害怕”，此推文之后被转推了111,134次并且被按赞了154,188次。贾登·史密斯、弗蘭奇·莫尼茲、黛咪·洛瓦特、明蒂·卡琳和贾斯汀·比伯都赞同连衣裙是蓝色与黑色的，而安娜·姬妲妮、B·J·诺瓦克、凱蒂·佩芮、茱莉安·摩爾與莎拉·海蘭则认为是白色与金色。金·卡戴珊发布推文表示她看到了白色与金色，不过她的丈夫肯伊·威斯特却看到了蓝色与黑色。露西·黑尔、菲比·托金和凱蒂·諾蘭在不同的时间看出了不同的颜色。Lady Gaga形容连衣裙的颜色为“長春花色与沙黄色”，而大衛·杜考夫尼则称其为藍綠色。其他像是艾倫·狄珍妮和爱莉安娜·格兰德的名人也在社交媒体中提到了连衣裙，但并没有提及任何特定颜色。政治家、政府機構和知名品牌的社交媒體平台也开着玩笑地加入此事。最终，连衣裙在24小时内成为了440萬个推文的主题。

在当天早上，英国时装零售商Roman Originals的创作总监伊恩·約翰遜（Ian Johnson) 从Facebook新聞提要中得知此争议。他说“我当时感到非常目瞪口呆。我只是笑了笑后再告诉妻子我得去工作了。”
与连衣裙或甚至是服裝行業一点关系都没有的企业亦在社交媒体上参与了讨论。Adobe转推了一名使用他们的软件隔离连衣裙颜色的用户。该公司的社交媒体高級經理卡倫·都（Karen Do）回想着说“我们打断了交谈后想，看看会发生什么事吧。”必胜客的高級數碼品牌經理珍娜·布朗伯格（Jenna Bromberg）将连衣裙看成白色与金色后快速地在Twitter发布了一张披萨的图片，表示这个披萨有着一样的颜色。都称其“確實是一个全世界都听到的啁啾聲”。
《纽约商业杂志》（New York Business Journal）的本·菲舍爾（Ben Fischer）报导Buzzfeed的第一篇关于连衣裙的文章所获得的关注程度，并非往常流行事件典型的高斯函数，而是垂直增長，导致BuzzFeed必须分配两個編輯團隊编写更多关于连衣裙的文章来推動廣告收入，直至3月1日，BuzzFeed的原始文章就获得了超过3.7千万次阅读数。有线电视新闻网的評論員梅爾·羅賓斯以此事件引证一个流行事件拥有包括“敬畏，歡笑和娛樂”的積極偏見的必要品質，并与当天较早发生的駱馬追逐事件对比，同时在隔天致敬逝世的演员伦纳德·尼莫伊。

### 真实的颜色
連衣裙的设计师Roman Originals之后确认了其为皇室藍“蕾絲緊身連衣裙”，颜色为黑色與藍色；虽然设计师也设计了其他三种颜色的连衣裙（红色、粉红色和乳白色，各带着黑色蕾丝），但当时并没有设计白色與金色的连衣裙。McNeil发布贴文的隔天，Roman Originals的网站流量开始大幅增加；设计师代表表示“连衣裙在我们营业日的首30分钟就已经售罄，补货后就开始疯狂了起来”。2月28日，Roman宣布将会为喜劇救濟的慈善拍賣设计白色與金色的连衣裙。
3月3日，艾倫·狄珍妮让葛蕾丝、基爾、塞特林和西西莉婭作为嘉宾登场于艾倫·狄珍妮秀。在狄珍妮揭露她觉得连衣裙是白色与金色后，她送给每一位嘉宾一套和连衣裙图案相似但结合两种颜色搭配的内衣，而因Johnstons为了参与节目而提早结束蜜月假期，节目赞助商给了他们$10,000现金以及到格林纳达的蜜月旅行。
直至3月1日，超过三分之二的BuzzFeed用户投票回复连衣裙是白色与金色。一些人暗示连衣裙会自行更换颜色。媒体公司表示照片只是过度曝光并且有着粗劣的色彩平衡，导致连衣裙的颜色显得褪色，让更多人误以为连衣裙是白色与金色。

## 科學見解

连衣裙可依两种方法理解：
- 黄色照明下的黑色和蓝色连衣裙（左图）或
- 蓝色照明下的白色和金色连衣裙（右图）

神经科学家貝維爾·康維和傑·奈茨认为之所以出现不同的看法是因人脑看待颜色的方式和色適應而导致的。康维认为这与人脑如何处理白天天空的各种色彩有某种联系：“你的視覺系統正在看着这个东西，而你正尝试忽略日光軸的色差。人们不是忽略蓝色的一面，最后看到白色和金色，就是忽略金色的一面，最后看到蓝色和黑色”。奈茨说：
我们的视觉系统应当摒弃发光体的信息，并且提取真实的反射率信息……但在我研究色彩视觉之个体差异的30年中，这是我看过最大的个体差异。
利物浦大学的保羅·諾克斯（Paul Knox）也详细解释了类似的推理，他认为展示照片的设备或观看者自己的期望可能会影响人脑把颜色解释为什么。

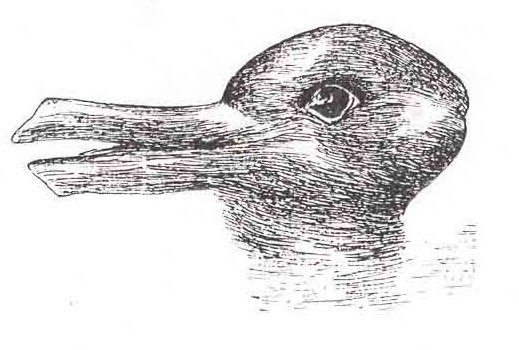
鴨兔錯覺，在路德维希·维特根斯坦的《哲学研究》中被形容

神经科学家兼心理学家帕斯卡爾·瓦利斯赫（Pascal Wallisch）表示虽然模棱刺激在視覺科學多年以来就已固有，但这是第一个社交媒体引起科学界注意的色域刺激。他认为知觉的不同是照明的差異和織物先驗所为，但他也表示刺激物是非常罕見的，因為大多數人的知觉并不會改變。如果改变的话，也只会在很長的時間範圍內出現，这在雙穩態刺激是非常罕见的，因此感知學習可能正在發揮作用。除此之外，他说明對這種刺激的討論並不是輕浮的，因為此现象既是科學的興趣，又是一個範例，說明不同的人能夠以不同的方式真誠地看待世界，承認這是世界和平的先決條件。視光師學院的丹尼爾·哈代曼-麥卡特尼（Daniel Hardiman-McCartney）表示这张照片引起歧义，暗示着這種錯覺是由強烈的黃色光照到衣服上，以及人們通過將圖片中的其他顏色和物體與衣服和光源的顏色進行比較，來感知衣服和光源的顏色而引起的。哲学家巴里·C·史密斯則将此现象与路德维希·维特根斯坦和鸭兔错觉对比。
一本关于視覺研究的科學雜誌《視覺學報》于2015年3月宣布将会出版一本以《A Dress Rehearsal for Vision Science》为名的关于连衣裙的特别期刊。科學工作目前仍在进行中。照片开始流行起来的三个月后，《當代生物學》發表了第一个关于连衣裙的大規模科學研究。研究中包括了1,400位受訪者，其中57%将连衣裙看成了蓝色与黑色；30%看成了白色与金色；10%看成了黑色和褐色；而10%能够看到不同的颜色。小数量的受访者看成了蓝色与金色。特别多女性和老人看成了白色与金色。研究人员之后发现如果连衣裙是在人造黄色光线下展示的话，几乎所有受访者会看成黑色和蓝色，而如果照明具有藍色偏差的话，他们就会看成白色与金色。《视觉学报》中另一个由帕斯卡爾·瓦利斯赫进行的研究显示早起者更傾向於认为此连衣裙被自然光照着，因此看成了白色和金色，而夜貓子则会看成蓝色与黑色。
施拉夫基（Schlaffke）等人的科学研究则显示将连衣裙看成白色与金色的人们会增加大腦的額葉和頂葉區域的活动。这些区域被认为在更高的認知活動中至關重要。

## 後續
這件衣服有效地吸引了在線網絡的集體關注；在南非，救世军試圖將這種大眾意識的一部分重新轉向家庭暴力問題。
作為引發流行現象的照片的原作者，宝仕德和她的配偶保羅·吉克斯（Paul Jinks）之后表示沮喪并痛惜被“完全從故事中排除”，包括他們缺乏對故事的控制，他們作为發現者的疏忽，以及照片的商業用途。他们之后聘请了一名訴狀律師并考虑採取法律行動以保護他們在圖片中的版權。
2015年，此事件被列入多個知名网络爆红事件的年終名單。它也出現在Google當年的年度回顧《Google - Year In Search 2015》當中。
2024年6月，當時的新郎因家暴妻子被判入獄54個月。